# Liste des épisodes de Diane, femme flic
 (décembre 2024).
- Si vous ne connaissez pas le sujet, laissez ce bandeau (vous pouvez alors contacter les auteurs).
- Si vous supprimez le contenu mis en cause (vous pouvez préalablement contacter les auteurs),

argumentez précisément cette suppression dans la page de discussion
(un manque de référence n'est pas un argument ; une recherche réelle de référence doit avoir été effectuée, être formellement documentée).
Cet article présente la liste des épisodes de la série télévisée Diane, femme flic.

## Liste des épisodes
1. La dette (1-1)
2. Sous influence (2-1)
3. Engrenage (2-2)
4. Affaire sous X (3-1)
5. L'apprenti (3-2)
6. Parents indignes (3-3)
7. Jeune fille en crise (3-4)
8. Par conviction (4-1)
9. L'ange déchu (4-2)
10. Jalousie (4-3)
11. Mauvaise pente (4-4)
12. L'amour d'un fils (4-5)
13. Bourreau de travail (4-6)
14. Venin (première partie) passage au format 52 minutes (5-1)
15. Venin (deuxième partie) (5-2)
16. Filiation (première partie) (5-3)
17. Filiation (deuxième partie) (5-4)
18. Deuxième vérité (première partie) (5-5)
19. Deuxième vérité (deuxième partie) (5-6)
20. Seul au monde (première partie) (5-7)
21. Seul au monde (deuxième partie) (5-8)
22. Le dernier verre (6-1)
23. Sans haine ni vengeance (6-2)
24. Adrénaline (6-3)
25. Otages du mensonge (6-4)
26. L'enfant du désir (6-5)
27. Retour de guerre (6-6)
28. Etoiles filantes (7-1)
29. Ascendant gémeaux (7-2)
30. Chambre froide (7-3)
31. Que justice soit faite (7-4)
32. Figures imposées (7-5)
33. Dernières cartes (7-6)
34. Alliances (7-7)
35. Voir Bollywood et mourir (7-8)

## Épisodes

### Première saison (2003)
1. La Dette Diane Carro mène l'enquête sur la mort d'une femme. Le cadavre a été découvert dans le jardin de la maison par le fils de la défunte. Peu à peu, la commissaire prend conscience que celui-ci vit une histoire d'amour sordide. Racketté par le frère de sa petite amie, le garçon tait sa souffrance pour la préserver. Personne ne peut l'aider, pas même son père, avec lequel il n'est pas en bons termes. L'adolescent, refermé sur ses problèmes, est-il directement responsable de la mort de sa mère ou celle-ci, médecin, a-t-elle été tuée pour avoir voulu aider l'une de ses patientes ? Diane, lors de son enquête, tombe sur une réalité qui se révèle bien plus troublante...

### Deuxième saison (2004)
1. Sous influence Un bijoutier est assassiné sous le regard de sa femme lors du cambriolage de sa boutique. Par chance, la BRB est dans les parages. Elle prend en chasse la moto des casseurs et réussit à l'arrêter avec l'aide de Diane. Surprise, l'un des deux jeunes est le beau-fils du procureur. Aucun d'entre eux ne porte ni arme ni bijou sur lui. C'est manifestement une erreur que le procureur, furieux, ne sera pas prêt à pardonner à Diane.
2. Engrenage Sabine, une jeune dentiste, a été retrouvée sans vie, étranglée dans son cabinet. Diane, qui a hérité de l'enquête, fait ainsi la connaissance de Clara, la sœur de Sabine. Caissière dans un supermarché, Clara, d'un naturel volage et superficiel, élève son enfant, né de père inconnu, avec un homme peu fréquentable. Diane découvre que les deux sœurs étaient visiblement unies par une relation très forte, et que Sabine se montrait volontiers protectrice et maternelle envers cette petite sœur si inconséquente. Mais lorsque Diane apprend que le jour où elle a été tuée, Sabine avait rendez-vous avec Clara, à son cabinet précisément, elle commence à se poser certaines questions...

### Troisième saison (2005)
1. Affaire sous X Adrien Beaulieu, un homme d'une quarantaine d'années, provoque un scandale dans une maternité en clamant haut et fort être le père d'un enfant né sous X. Mais le personnel de l'hôpital refuse de le laisser s'approcher du bébé. Hors de lui, Beaulieu s'en prend violemment à un infirmier. Il est rapidement maîtrisé et jeté dehors. Le lendemain, on découvre son cadavre dans son appartement. Il a été tué de plusieurs coups à la nuque. Diane est chargée de mener l'enquête. Elle tourne ses premières investigations vers la clinique, et interroge un par un les témoins de l'incident de la veille. Elle demande également à rencontrer la mère de l'enfant né sous X...
2. L'apprenti Sur une route déserte, une voiture noire fonce sur un motard et l'écrase. Arrivée sur les lieux du crime, Diane trouve le portefeuille de la victime. Il s'agit de Bernard Girard, un ancien détenu. Elle soupçonne d'abord un règlement de comptes entre truands. Les inspecteurs se rendent au domicile de la victime, sans résultat. Ils vont ensuite voir son ex-femme, Fabienne, et son fils de 17 ans, Lucas, dont Girard ne s'est jamais occupé. Fabienne leur confie ne plus avoir de nouvelles de son ex-mari depuis la naissance de leur fils. Alors que Diane veut parler à Lucas, le garçon sort par la fenêtre de sa chambre et s'enfuit en scooter. Il rejoint le frère de son père, Roland, propriétaire d'une casse de voiture..
3. Parents indignes Nicolas Guerineau, 35 ans, est retrouvé assassiné chez lui. La veille au soir, il avait rendu visite à Pauline Courtain, 28 ans, qui travaille dans une boîte de strip-tease à la mode. Sébastien Courtain 39 ans, le mari de Pauline et propriétaire de la boîte de nuit, hors de lui, avait démoli Nicolas et l'avait jeté dehors en le menaçant. Les premiers soupçons de Diane se portent automatiquement sur Sébastien. Au fur et à mesure de l'enquête, Diane découvre que Pauline et Nicolas devaient se marier cinq ans plus tôt quand Pauline faisait ses études de médecine et qu'elle habitait encore chez ses parents, des pharmaciens honorables. Quelques mois avant le mariage Pauline avait abandonné ses études et s'était sauvée avec Sébastien pour entamer une tout autre vie liée à la danse, devenant strip-teaseuse. Thomas et Zoé, les enfants de Diane et de son mari, souhaitent voir leur argent de poche augmenter et face aux veto répétés de leur père, imaginent un stratagème qui aura des conséquences jusqu'au SRPJ
4. Jeune fille en crise Diane enquête sur la mort d'Odile Blanqui, une femme riche âgée de quarante-cinq ans, retrouvée assassinée chez elle. Sa fille, Louise, âgée de vingt ans, qui habitait avec elle, a disparu le matin du crime. Diane retrouve bientôt la jeune fille dans un hôpital psychiatrique où elle se fait soigner par le docteur Maneval. Diane doit ruser pour interroger son témoin et la faire sortir. Elle espère que celle-ci a pu voir qui a tué Odile. Un doute titille toutefois l'enquêtrice. Louise pourrait avoir eu un accès de folie et avoir elle-même assassiné sa mère. Choquée par son acte, elle aurait ensuite complètement sombré dans la psychose. Une hypothèse qui doit être validée...

### Quatrième saison (2006-2007)
1. Par conviction (2006) Un jeune avocat d'affaires, Edouard Guizot, vingt-neuf ans, est retrouvé tué d'une balle en pleine poitrine. Diane apprend rapidement qu'Edouard est le fils d'un grand patron assassiné il y a dix-sept ans par une jeune fille, Laurence Blin, soupçonnée d'avoir agi pour le compte d'un groupe extrémiste. Or, Laurence Blin vient juste de sortir de prison...
2. L'Ange déchu (2006) Bimbo et Micky stationnent devant la maison d'Olivier Gunery, un marchand de tableaux soupçonné du vol d'un Picasso... Celui-ci est en train de se faire agresser par Mathieu Perral, l'ex ami de sa femme Sonia et également son ancien employé. Peu après, Mathieu, cerné par la police, se donne la mort. Diane se rend auprès des parents éplorés. Ils évoquent le fait que leur fils était très ébranlé par sa rupture avec Sonia et avait démissionné de son emploi. La police pense que cette affaire est en lien avec un vol de Picasso. Peu après, Olivier Gunery est assassiné.
3. Jalousie (2007) Diane se charge d'une nouvelle affaire sordide : Sandra, une brillante avocate récemment tombée enceinte, a été assassinée à l'arme blanche. Sandra avait visiblement fréquenté plusieurs hommes rencontrés sur le Net. Diane va alors se pencher sur le cas d'un homme bien mystérieux, Vincent, dernier contact de la jeune avocate. Le lourd passé psychiatrique de ce dernier, déjà inculpé pour coups et blessures quelques années auparavant, en fait le suspect numéro un. Aurait-il dérapé en apprenant que Sandra était enceinte ? À moins que ce ne soit sa femme, Béatrice, dévorée par la jalousie, qui ait commis l'irréparable ?
4. Mauvaise pente (2007) Le cadavre de Yann Levène est retrouvé, battu à mort, dans son appartement cambriolé. Diane interroge la petite amie de Yann, Noëlle Derval et Eugénie, sa fille. Cette dernière se montre pleine de défiance à l'égard de la police et Diane apprend que peu de temps auparavant, elles ont été victimes d'un cambriolage durant lequel Eugénie a été attachée et battue.
5. L'amour d'un fils (2007) Jérémy Dangin, trente ans, se fait accoster dans la rue par un homme qui lui demande avec brutalité une marchandise dérobée. Pris de panique, Jérémy parvient à s'éclipser. Arrivé en bas de chez lui, il croise sa compagne, Catherine, à qui il demande sans ménagement ses clefs de voiture. Catherine les lui donne et le regarde s'éloigner, une lueur indéfinissable dans les yeux... Deux heures plus tard, Jérémy est retrouvé assassiné, tué par une balle tirée à bout portant. Diane, chargée de l'enquête, apprend rapidement que Jérémy avait effectué une peine de prison pour trafic de drogue. Elle déduit, en retrouvant sur lui une forte somme d'argent, qu'il avait repris ses activités de dealer. Catherine, interrogée, prétend ne rien savoir. Son fils, Loïc, quatorze ans, se déclare, en revanche, peu surpris : il n'aimait pas son beau-père.
6. Bourreau de travail (2007) En pleine nuit, le pavillon dans lequel vit Stéphane Brunet est attaqué par de mystérieux assaillants... Karine Brunet, sa femme, n'a que le temps de fuir avec leur enfant, Adrien. Plus tard, Stéphane est retrouvé assassiné. Diane et son équipe se rendent rapidement compte que les principaux suspects du crime sont un gang de racketteurs qui sévissent dans la région. Malgré tout, Diane enquête sur l'entreprise à la tête de laquelle Stéphane travaillait et réalise qu'il y régnait une atmosphère délétère, Stéphane harcelant ses employés

### Cinquième saison (2008)
Passage au format 52 minutes
1. Venin - 1re Partie (première diffusion TF1 : 10 janvier 2008) Alain Chanet, un juge pour enfants, a été assassiné dans son jardin de deux coups de couteau pendant que ses deux enfants dormaient dans la maison. Diane découvre une drôle de famille : Tristan, quinze ans, et Simon, son frère de onze ans sont violents. Ils nourrissent une haine farouche envers leur mère qui est partie quatre ans auparavant, les laissant seuls avec leur père sans même demander un droit de visite. Corinne Chanet estime qu'elle n'avait pas le choix. Le juge était un homme intransigeant, odieux, qui l'a rendue totalement dépressive. Dépendante aux médicaments, elle a passé quinze ans avec lui dans un état de "zombie". Aujourd'hui, elle va mieux. Elle est revenue dans la région parisienne avec son compagnon, Cédric Pellerin, et réclame la garde de ses enfants, que son ex-mari lui refusait catégoriquement...
2. Venin - 2e Partie (première diffusion TF1 : 10 janvier 2008) Corinne Chanet aurait-elle été capable de tuer le juge pour obtenir la garde de ses enfants ou son compagnon est-il l'auteur du crime ? Celui-ci semble très amoureux d'elle. Serait-il allé jusqu'au meurtre pour aider Corinne ? Diane ne veut pas s'acharner sur ce couple et décide de mener son enquête sur plusieurs fronts...
3. Filiation - 1re partie (première diffusion TF1 : 6 mars 2008) Un homme sort de chez lui, plaisante avec sa femme avant de partir au travail. Un couple comme les autres, un jour comme les autres ? Pas vraiment car, ce matin-là, Jean-Paul Danglade est abordé par une jeune femme qui tente de lui remettre son bébé avant d'essuyer un refus de la part de ce dernier. Plus tard, Langlade est retrouvé mort dans sa voiture, au bord d'un canal. Une mise en scène tente de dissimuler le meurtre en suicide...
4. Filiation - 2e partie (première diffusion TF1 : 6 mars 2008) Un autre mystère plane : un bébé que personne ne connaît était à bord du véhicule et a disparu. Qui est sa mère ? Est-ce la maîtresse de Jean-Paul Danglade ? En fait de maîtresse, la victime menait une double vie : deux femmes, deux maisons, deux enfants qui ne se connaissent pas... À sa mort, ses deux familles vont se retrouvées confrontées...
5. Deuxième vérité - 1re partie (réalisation : Josée Dayan) (première diffusion TF1 : 17 avril 2008) Patrick et Mathilde Delaunay, un couple d'une quarantaine d'années, sont agressés à leur retour à leur domicile. Plusieurs coups de feu sont tirés : Mathilde meurt sur le coup, Patrick s'en tire avec une blessure à l'épaule. La piste d'un cambrioleur pris sur le vif semble de prime abord la plus plausible mais pour Diane et les membres de la Brigade Criminelle la profession de monsieur Delaunay, huissier de justice, pourrait constituer un mobile. D'autant que l'une des clientes de l'huissier, Julia Sentori, mère de famille victime du surendettement, a été vue près du domicile de l'huissier le soir du meurtre...
6. Deuxième vérité - 2e partie (réalisation : Josée Dayan) (première diffusion TF1 : 17 avril 2008) Un couple est agressé à son domicile. Elle meurt, il est blessé. Une des clientes surendettées de l'homme, huissier, a été vue à proximité le même soir.
7. Seul au monde - 1re partie (réalisation : Manuel Boursinhac) (première diffusion TF1 : 15 mai 2008) Une superbe villa, la villa de la grange aux belles, une longue soirée d'hiver, et une réunion familiale qui tourne au drame. En quelques secondes la famille Costa est décimée : le père, la belle mère, l'oncle, la tante, et une amie de la famille sont assassinés. Fabien, le fils d'Henri Costa, qui a déjà perdu sa mère, se retrouve orphelin et suspect. Son attitude étrange, son absence d'alibi, ses mensonges, ses zones d'ombre le désignent comme le coupable idéal. Est-ce parce qu'il a dix-sept ans, l'âge de son fils, que Diane s'est pris d'affection pour lui ? Ou bien est-ce parce qu'elle est troublée par le nouveau procureur, et qu'elle en perd tous ses repères, tous ses réflexes professionnels ? En attendant, Henri Costa était loin d'être un homme simple et son fort caractère lui attirait pas mal d'inimitié. Certes, il était brutal avec son fils, mais pas seulement. Rien que son autre frère, Daniel, en aurait beaucoup à dire. Les deux frères se haïssaient Daniel est donc aussi suspect. Seulement, comme il est assassiné, Fabien se retrouve encore plus seul, encore plus suspect.
8. Seul au monde - 2e partie (réalisation : Manuel Boursinhac) (première diffusion TF1 : 15 mai 2008) Une superbe villa, la villa de la grange aux belles, une longue soirée d'hiver, et une réunion familiale qui tourne au drame. En quelques secondes la famille Costa est décimée : le père, la belle mère, l'oncle, la tante, et une amie de la famille sont assassinés. Fabien, le fils d'Henri Costa, qui a déjà perdu sa mère, se retrouve orphelin... et suspect... Son attitude étrange, son absence d'alibi, ses mensonges, ses zones d'ombre le désignent comme le coupable idéal.

### Sixième saison (2009)
1. Le dernier verre (réalisation : Manuel Boursinhac) (première diffusion TF1 : 15 janvier 2009) Un suicide qui s'avère être un meurtre ; un milieu, celui de la mode et des top models, où le maquillage et le mensonge semblent être la règle ; une mère alcoolique et sa fille aux relations violentes et passionnelles ; un passé douloureux enfoui qui resurgit ; des protagonistes qui ont tous un mobile pour avoir tué mais qui ne peuvent pas matériellement l'avoir fait ; rien dans cette enquête ne facilitera la tâche de Diane Carro. Il lui faut, en plus, se consacrer à sa famille, retrouver Serge, son mari, lui-même préoccupé par une opération d'infiltration qui tourne mal, et préparer son vingtième anniversaire de mariage... Mais quand l'irréparable se produit, le monde de Diane bascule..
2. Sans haine ni vengeance (réalisation : Manuel Boursinhac) (première diffusion TF1 : 15 janvier 2009) Face à la mort de Serge, Diane réagit en épouse amoureuse dévastée, en mère qui cherche à protéger ses enfants traumatisés, mais elle réagit également en flic... Malgré une douleur immense, malgré le cataclysme familial, malgré une hiérarchie réticente, l'affaire Serge Carro devient son affaire, l'affaire de sa vie. Pour la résoudre, elle va devoir faire la lumière sur les mystères qui entourent les dernières heures de la vie de Serge puis affronter de redoutables ennemis, d'autant plus redoutables qu'il s'agit peut-être de collègues...
3. Adrénaline (réalisation : Christian Bonnet) (première diffusion TF1 : 19 mars 2009) Victime d'une sortie de route lors d'un grand prix, Karine, une jeune championne automobile à l'avenir prometteur, se débat pour trouver l'argent nécessaire aux réparations. Un matin, le corps de son petit ami, Éric, est retrouvé dans un bois. Diane soupçonne tout d'abord Werner, le coureur qui a provoqué la sortie de piste de Karine. Mais le passé trouble d'Éric l'oriente bientôt dans une autre direction : afin de gagner de l'argent, le jeune homme aurait effectué un go fast, livraison de drogue à grande vitesse, pour de dangereux trafiquants. Ces derniers exigent à présent que Karine le remplace afin d'effectuer une dernière livraison...
4. Otages du mensonge (réalisation : Christian Bonnet) (première diffusion TF1 : 19 mars 2009) Quelques mois après la mort de son mari, Diane est confrontée à une nouvelle épreuve : Marie-Laure, sa meilleure amie, est prise en otage dans un magasin. Grièvement blessée, elle se trouve entre la vie et la mort. Arrivée sur les lieux, Diane apprend que le preneur d'otage exige l'arrestation de sa propre mère pour le meurtre de sa sœur décédée il y a plus de quinze ans. Le sauvetage de Marie-Laure ne pourra se faire qu'en menant l'enquête sur cette famille hantée depuis trop longtemps par la mort d'un nouveau-né...
5. L'enfant du désir (réalisation : Nicolas Herdt) (première diffusion TF1 : 21 mai 2009) Caché dans le placard d'une salle de bains, un petit garçon de huit ans assiste au meurtre de sa mère, tuée sauvagement sous ses yeux. Diane comprend que, de là où il était, l'enfant a vu le visage de l'assassin. Mais, profondément traumatisé, le petit Louis est incapable de parler... Dans ses cauchemars, le meurtrier a pris la forme d'un loup féroce qui le poursuit. Qui se cache derrière le loup qui hante les nuits de l'enfant ? Les soupçons se portent bientôt sur Marion, la "deuxième mère" de Louis et compagne de Claire...par ailleurs, la vie familiale de Diane n'est pas des plus simples. En effet, sous l'influence de Marie-Laure, Zoé a décidé de devenir médecin légiste.
6. Retour de guerre (réalisation : Nicolas Herdt) (première diffusion TF1 : 21 mai 2009) Près d'une caserne militaire, le corps d'un officier est retrouvé au milieu des ordures. Ses insignes ont été arrachées ; un acte symbolique, le pire déshonneur que puisse subir un militaire. Diane soupçonne les soldats de la caserne... Mais il s'agit d'un régiment des forces spéciales de l'armée de terre. Comment ces hommes d'élite ont-ils pu tuer l'un des leurs ? Diane parviendra-t-elle à briser la loi du silence et à enquêter malgré les pressions ? Face aux "hommes de l'ombre", Bochko va devoir résoudre le conflit qui l'oppose à son propre père, colonel, qui ne lui a jamais pardonné d'avoir choisi la police plutôt que l'armée.

### Septième saison (2010)
1. Étoiles filantes (réalisation : Jean-Michel Fages) (première diffusion TF1 : 11 février 2010) Lola, heureuse gagnante d'un jeu télévisé, s'est installée dans un palace. Refusant de voir s'éteindre le feu des projecteurs sur elle, elle filme ses moindres faits et gestes pour alimenter son blog sur internet... jusqu'au jour où Anthony, l'un des voituriers de l'hôtel, est retrouvé sauvagement poignardé dans l'ascenseur de l'hôtel. Camille, la fiancée de la victime, chef pâtissière dans l'établissement, est bientôt soupçonnée du meurtre. La rumeur court qu'Anthony était un coureur invétéré.
2. Ascendant gémeaux (réalisation : Jean-Michel Fages) (première diffusion TF1 : 11 février 2010) Morgane, une amie de lycée de Zoé, est retrouvée morte dans un cimetière. D'après Marie-Laure, elle présente sur les bras des lésions dues à un scalpel. Or, la veille, Zoé lui a dérobé un étui contenant des scalpels... Les soupçons se portent vite sur Dimitri Jalabert, un adolescent schizophrène, qui a deux jumeaux.
3. Chambre froide (réalisation : Jean-Michel Fages) (première diffusion TV Breizh : 11 novembre 2010) Sarah Moutier, 21 ans, fortement alcoolisée, tombe du haut d'un toît. Deux ouvriers ont assisté à la chute et sont affirmatifs : ce n'est pas un suicide. Le premier témoin interrogé est une certaine Léa Mars, avec laquelle elle partageait les toilettes. Selon Léa, la victime collectionnait les amants. Diane met en garde à vue Michel Bonfils, le propriétaire de l'appartement de Sarah, un gynécologue, qui a violé Sarah. D'Jin qui fréquente Thomas, le fils de Diane, a demandé sa mutation à la brigade des jeux. L'épouse de Michel Bonfils, Lucille, devient suspecte. 
4. Que Justice Soit Faite (réalisation : Jean-Michel Fages) (première diffusion TV Breizh : 18 novembre 2010)Lors du transfert d'un détenu, le convoi est attaqué et Gabriel Beranger, un homme qui s'est fait justice lui-même pour le meurtre de sa fille, s'évade. Peu après, il est écrasé. Diane annonce la nouvelle à la veuve, Myriam. Beranger a abattu à la sortie du tribunal le meurtrier de sa fille. La nuit de sa mort, la victime a contacté Hélène Michard, la femme de celui qui a tué sa fille. Diane ordonne à ses inspecteurs de la prendre en filature. La piste les conduit à Christian Vignac, l'ex-employé de Gabriel Beranger et amant de Myriam.
5. Figures imposées (réalisation : Jean-Michel Fages) (première diffusion TV Breizh : 7 novembre 2010) Dans l'univers de la natation synchronisée, au milieu d'une piscine, flotte le corps sans vie de Pasquier, l'entraîneur d'un des meilleurs duos de cette discipline. Son équipe, Agathe, Emilie et Lorna, la remplaçante, toutes âgées entre 19 et 21 ans, est sous le choc. L'entraîneur avait un vrai pouvoir sur « ses » nageuses, et tous les travers d'un pervers narcissique...
6. Dernières cartes (réalisation : Jean-Michel Fages) (première diffusion TV Breizh : 4 novembre 2010) Le cadavre de Sylvie, une croupière au « Prestige », un cercle de jeux en vogue, est retrouvé à son domicile. Tout désigne comme meurtrier, François Dorval, un joueur compulsif de Black Jack en pleine perdition... Diane oriente son enquête vers le directeur du cercle de jeux, Franck Moreau.
7. Alliances (réalisation : Nicolas Herdt) (première diffusion TV Breizh : 14 novembre 2010) Alors que Micky vient de demander Léa en mariage, elle est enlevée sous ses yeux, impuissant, par deux hommes cagoulés. Une course contre la montre est enclenchée pour l'équipe de Diane. Car rien dans le profil de Léa ne laissait supposer une telle agression... Très vite les soupçons se portent sur Alexandre Vanier, un employé du père de Léa, Christian Calvot. Or, ce dernier est un policier qui enquête sur l'entreprise de Calvot mêlée à des trafics avec les pays de l'est.
8. Voir Bollywood et mourir (réalisation : Nicolas Herdt) (première diffusion TV Breizh : 21 novembre 2010) Anoki Kalampur, tête d'affiche d'un spectacle Bollywood parisien est retrouvée morte allongée sur un bûcher en pleine forêt d'Eudon, la veille de la première. Le mode opératoire ressemble étrangement à celui du meurtre, quelques semaines plus tôt, d'un chanteur hindou...